# Nephthea compacta
Nephthea compacta är en korallart som beskrevs av Verseveldt 1966. Nephthea compacta ingår i släktet Nephthea och familjen Nephtheidae. Inga underarter finns listade i Catalogue of Life.